# Boulder Hill, Illinois
Boulder Hill là một nơi ấn định cho điều tra dân số thuộc quận Kendall, tiểu bang Illinois, Hoa Kỳ. Năm 2010, dân số của nơi ấn định cho điều tra dân số này là 8108 người.

## Dân số
Dân số qua các năm:
- Năm 2000: 8169 người.
- Năm 2010: 8108 người.